# Max-Planck-Institut für Neurobiologie des Verhaltens – caesar
Das Max-Planck-Institut für Neurobiologie des Verhaltens – caesar (MPINB) in Bonn ist ein Institut der Max-Planck-Gesellschaft. Es ging aus dem Forschungszentrum caesar hervor, das 2022 in ein Max-Planck-Institut mit dem heutigen Namen umgewandelt wurde.
Das MPINB betreibt Grundlagenforschung im Bereich der Neuroethologie. Das internationale Forscherteam untersucht, wie durch die kollektive Aktivität vielzähliger Nervenzellen tierisches Verhalten in seiner ganzen Bandbreite entsteht. Die interdisziplinäre Forschung reicht von der Darstellung neuronaler Schaltkreise auf Nano-Ebene bis zur Analyse neuronaler Aktivität bei einem sich frei bewegenden und sich natürlich verhaltenden Tier. Das MPINB arbeitet eng mit der Universität Bonn und anderen Forschungsinstituten der Region zusammen und bildet die nächste Forschergeneration aus, unter anderem in einer gemeinsamen Graduiertenschule.

## Forschung

### Forschungsschwerpunkt

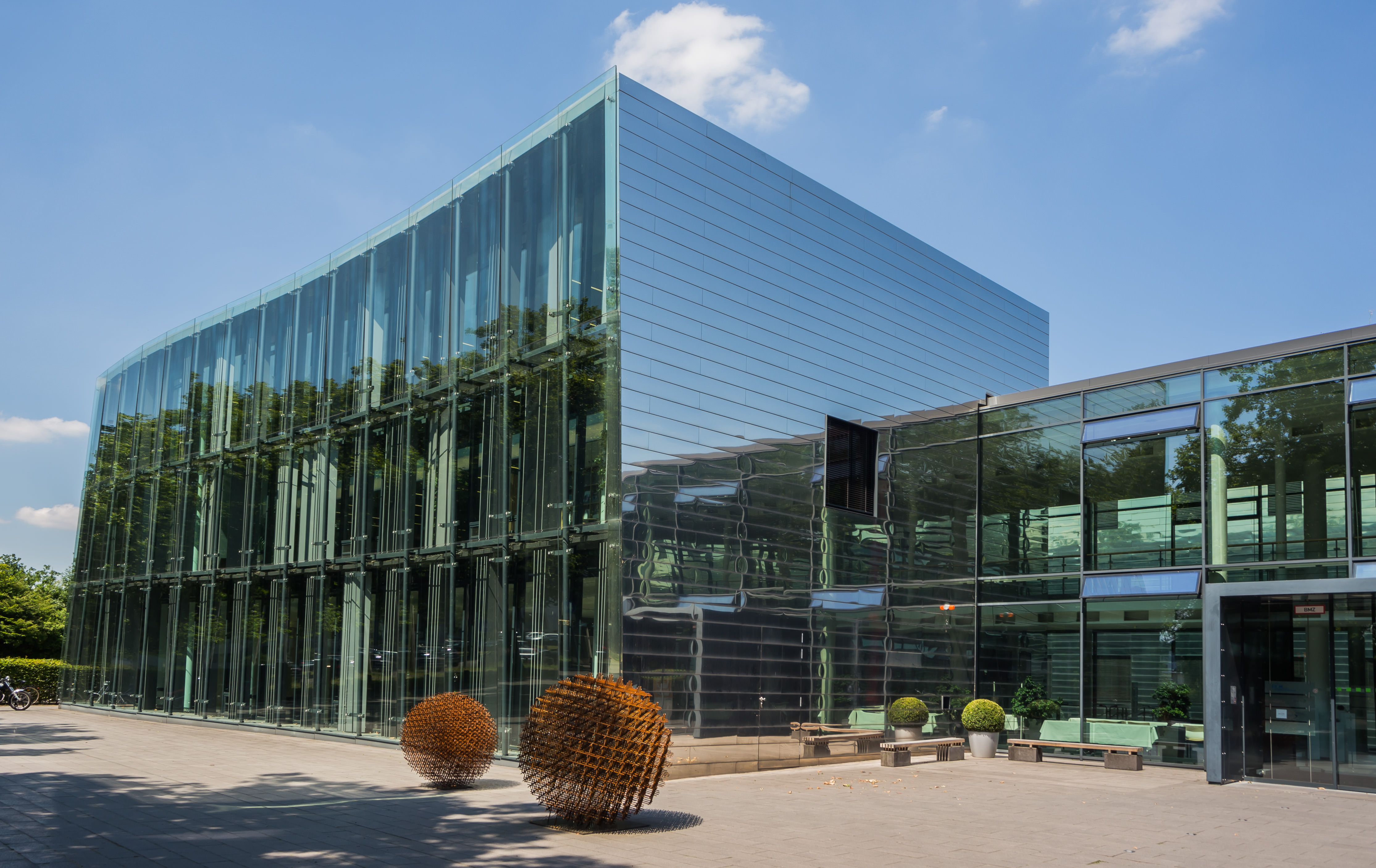
Vorplatz (2014)

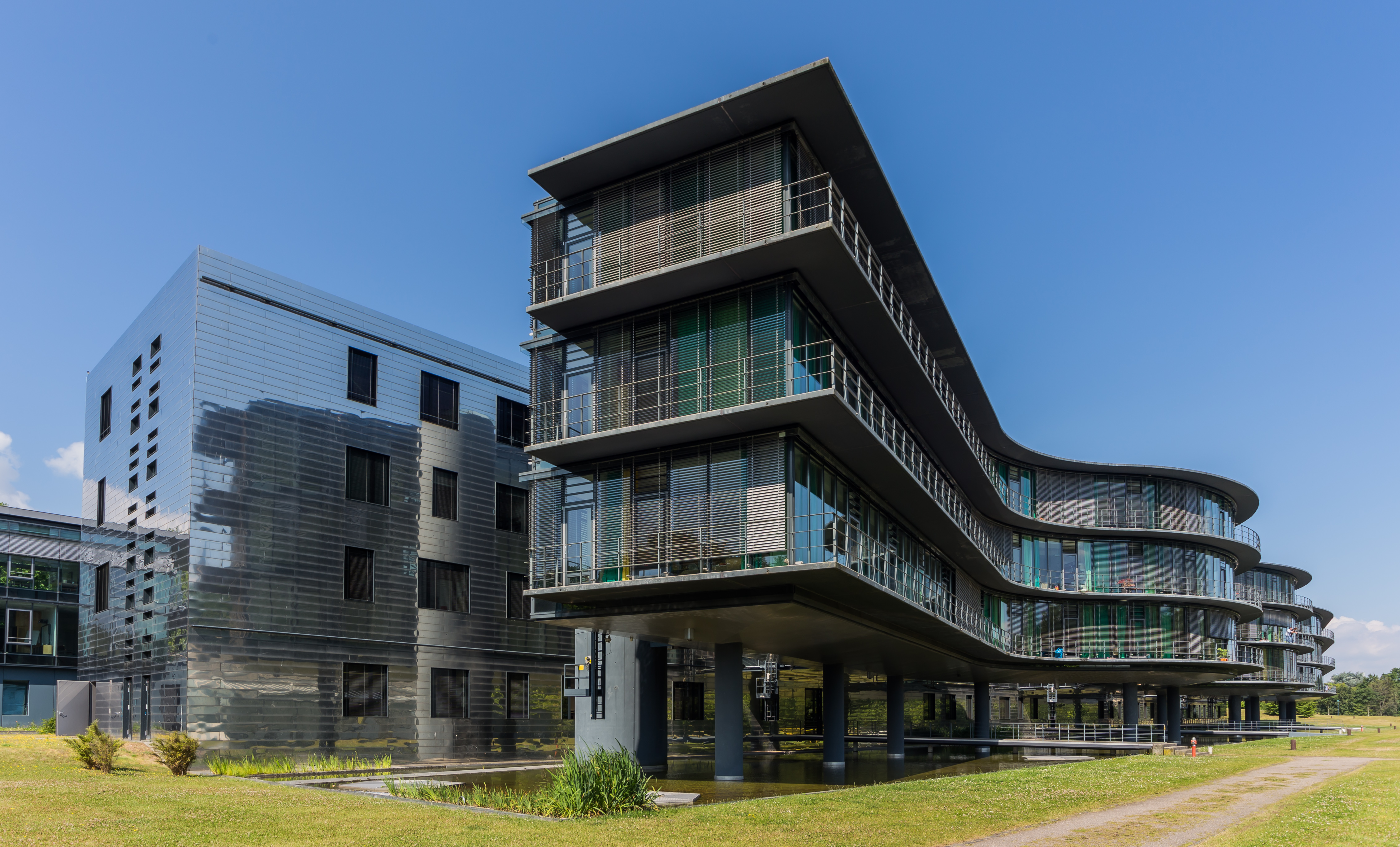
„Bürowelle“ (2014)

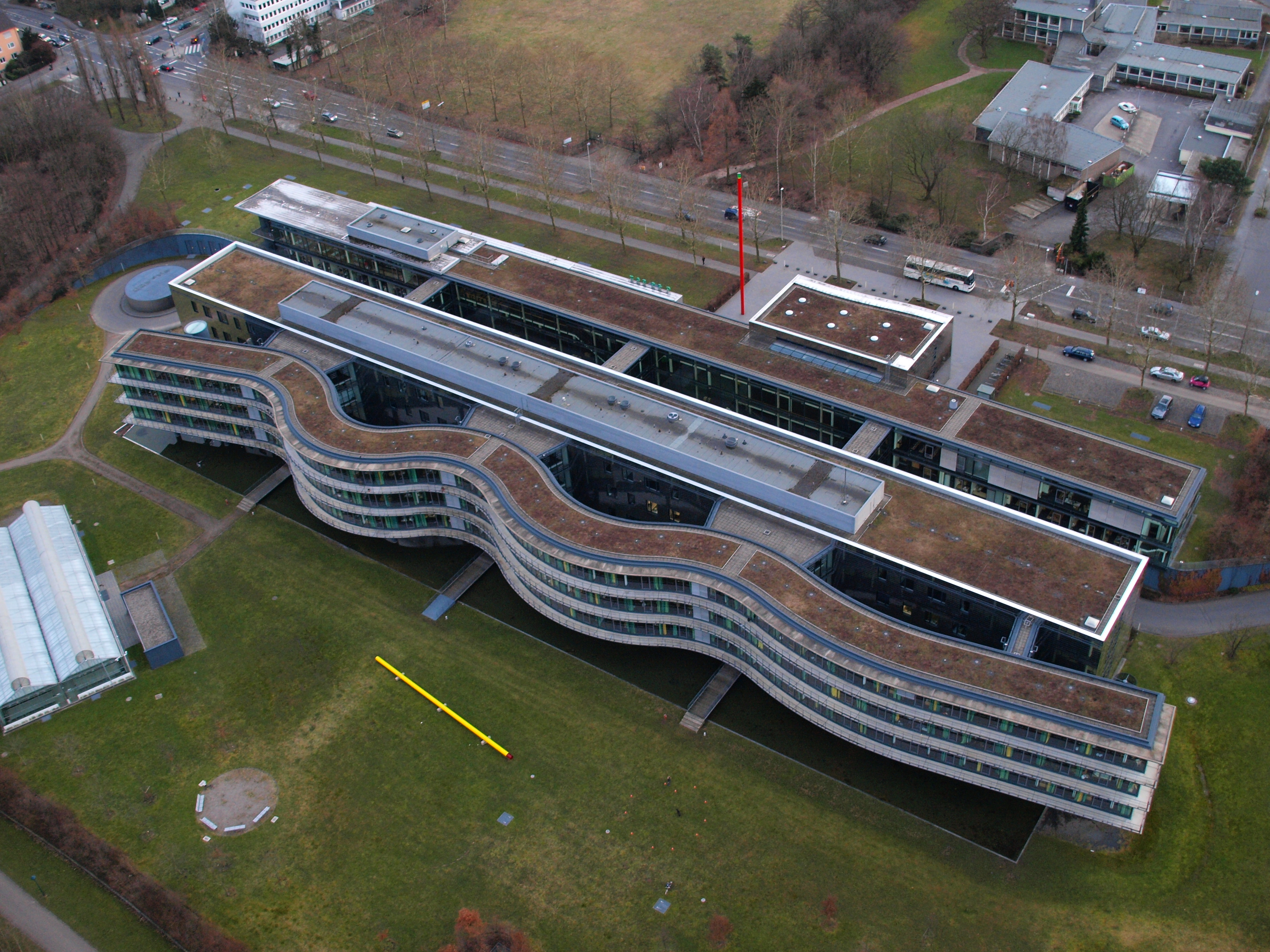
Luftaufnahme aus nördlicher Richtung (2010)

Das Institut beschäftigt sich mit der Frage, wie die kollektive Aktivität der sehr hohen Anzahl miteinander vernetzter Neurone im Gehirn die vielfältige Bandbreite tierischen Verhaltens hervorruft. Diese Verknüpfung zwischen der Forschung der Funktionsweise des Gehirns (Neurobiologie) und der Verhaltensbiologie bezeichnet man als „Neuroethologie“. Die Forschungsgruppen und Abteilungen stellen eine Kombination experimenteller und computerbasierter Herangehensweisen dar, die sich mit der Frage beschäftigen, wie das Gehirn das Verhalten steuert. Die Forschung umfasst eine große Bandbreite verschiedener Größenordnungen, von der Abbildung des Gehirns auf einer Nanoskala, über die großräumige, funktionelle Abbildung tausender Nervenzellen im Gehirn, bis hin zur Quantifizierung natürlichen tierischen Verhaltens.
Eine der größten Herausforderungen der Neurowissenschaften ist es, die Forschungsergebnisse der unterschiedlichen Ebenen zu integrieren, sodass das Verhalten eines Tieres anhand der Aktivität der neuronalen Schaltkreise verstanden werden kann; denn letztlich ist es von Bedeutung, wie ein Tier die Berechnungen im Gehirn nutzt und nicht, wie einzelne Berechnungen unabhängig voneinander stattfinden. Die besondere Schwierigkeit hierbei besteht darin, dass die Verknüpfung zwischen Hirnfunktion und Verhalten nur am sich verhaltenden Tier untersucht werden kann und Untersuchungen am aktiven Gehirn erhebliche technische Herausforderungen bedeuten. Wenn es gelingt, sowohl die experimentellen als auch die rechnerischen technischen Hürden zu überwinden, ermöglicht dieser Ansatz, einige der größten bislang unbeantworteten Fragen der Neurowissenschaften zu beantworten, zum Beispiel, wie das Gehirn ein dynamisches Modell seiner Umwelt entwirft, wie es Entscheidungen trifft und wie es komplexes Sozialverhalten ermöglicht.
Dabei steht wissenschaftliche Kompetenz hinter der Entwicklung neuer Technologien, sowohl in der experimentellen Instrumentierung als auch bei computergestützten Modellierungen und Methoden der Datenanalyse. Zusätzlich zur technologischen Breite der Forschungsgruppen und Abteilungen am MPINB sind die neuroethologischen Fragestellungen vergleichender Natur und beziehen sich auf eine Vielzahl verschiedenartiger Gattungen, wodurch ein großes Verhaltensrepertoire im gesamten Tierreich untersucht werden kann.

### Abteilungen und Forschungsgruppen
Am MPINB sind zwei Abteilungen und acht Forschungsgruppen angesiedelt (Stand März 2023).
Abteilungen
- Computational Neuroethology (Direktor: Kevin Briggman). Die Forschungsgruppe hat zum Ziel, Computermodelle zu entwickeln, die zielgerichtetes Verhalten bei Tieren vorhersagen können.
- Organisation des Gehirns und Verhaltens (Direktor: Jason Kerr). Kerr und seine Mitarbeitenden erforschen, wie Säugetiere anhand ihres Sehvermögens Entscheidungen treffen.

Forschungsgruppen
- Zelluläre Komputationen und Lernen (Aneta Koseska). Die AG erforscht die basisdynamischen Grundlagen biochemischer Komputationen und Einzelzell-Lernvorgänge. Ihr Ziel ist die Entwicklung einer allgemeinen Theorie, welche die Vorgänge auf der Ebene biochemischer Netzwerke in Einzelzellen beschreibt.
- Neurobiologie des Magnetsinns (Pascal Malkemper). Der Forschungsfokus der Abteilung Malkemper liegt darauf, zu erforschen, wie Tiere das Magnetfeld der Erde erkennen und zur Orientierung nutzen.
- In Silico Brain Sciences (Marcel Oberlaender). Die Gruppe rekonstruiert neuronale Netze und untersucht die Integration sensorischer Informationen im Gehirn.
- Neurobiologie der Flugsteuerung (Bettina Schnell). Im Forschungsmittelpunkt stehen die neuronalen Schaltkreise und Berechnungen, die der Kurssteuerung während des Fluges bei Drosophila zugrunde liegen.
- Neuronaler Informationsfluss (Monika Scholz). Monika Scholz widmet sich mit ihrem Team dem Nahrungssuchverhalten des Fadenwurmes C. elegans. Um grundlegende Prinzipien der Signalkompression, Aufmerksamkeit und der Kontextabhängigkeit in neuralen Systemen zu erforschen.
- Neuronale Schaltkreise (Johannes Seelig): Mittels optischer Mikroskopiemethoden wird untersucht, wie sich neuronale Netzwerke verändern und wie diese Änderungen das Verhalten beeinflussen.
- Genetik des Verhaltens (James Lightfoot). Die Gruppe untersucht die Prinzipien und molekularen Mechanismen, die dem Erkennen von Verwandten und dem damit verbundenen Sozialverhalten zugrunde liegen.
- Chemische Biologie (Michael Famulok, Max-Planck-Fellow). Diese Forschungsgruppe beschäftigt sich mit der Strukturaufklärung und Wirkung von Biomolekülen. Darüber hinaus entwickeln sie DNA-Nanomaschinen, die definierte Funktionen ausüben können, sowie „Aptamer-artige“ Nanotransporter für die intrazelluläre Verteilung verschiedenster Moleküle.

## Vorgängerinstitution: Forschungszentrum caesar
Das Max-Planck-Institut für Neurobiologie des Verhaltens – caesar ging aus dem Forschungszentrum caesar hervor. Die Kurzbezeichnung caesar stand für den englischen Namen Center for Advanced European Studies and Research. Das Forschungszentrum caesar war eine Stiftung privaten Rechts. Das Kapital stammte aus öffentlichen Mitteln. Das Forschungszentrum wurde aus Erträgen des Stiftungskapitals und mit Drittmitteln sowie durch Industriekooperationen finanziert.

### Gründung
Das Forschungszentrum caesar wurde am 11. Juli 1995 ins Leben gerufen. Die Gründung stand im Zusammenhang mit dem geplanten Umzug von Bundestag und Regierung nach Berlin. Nach dem Hauptstadtbeschluss (1991) waren Arbeitsplatzverluste in der Region Bonn zu erwarten; zur Kompensation wurden Ausgleichsmaßnahmen für die Region Bonn beschlossen (1994). Das Forschungszentrum caesar war das größte Projekt im Rahmen des Bonn-Berlin-Ausgleichs. Der Bund stellte für die Einrichtung 685 Millionen DM bereit, das Land Nordrhein-Westfalen 65 Millionen DM, das gesamte Stiftungskapital betrug somit 750 Millionen DM.

### Neubau
190 Millionen DM wurden in einen Neubau inklusive Grundstück und Ausstattung investiert. Als Standort wurde die Rheinaue gewählt, wo Beeinträchtigungen der Forschungsarbeit durch Bahnanlagen, Stromtrassen oder die Rheinschifffahrt ausgeschlossen waren. Ende 1998 stimmte der Bonner Stadtrat dem Standort Rheinaue zu, womit erstmals seit Fertigstellung des Freizeitparks (1979) ein zu ihm gehörendes Grundstück bebaut werden konnte. Für den Neubau richtete die Stiftung 1999 einen beschränkten Architektenwettbewerb mit sechs Teilnehmern aus, aus dem das Architekturbüro Bachmann/Marx/Brechenbauer in München mit dem 1. Platz siegreich hervorging und den Auftrag zur Realisierung erhielt. Mit der Gartengestaltung wurde der Münchener Landschaftsarchitekt Gottfried Hansjakob beauftragt, der zuvor schon an der Gestaltung des Freizeitparks Rheinaue beteiligt war.
Ab 1999 waren die Mitarbeiter provisorisch in der Bonner Innenstadt am Friedensplatz untergebracht. Die Grundsteinlegung für den Neubau erfolgte am 29. Mai 2001. Zu diesem Zeitpunkt hatte das Forschungszentrum rund 100 Mitarbeiter; im März 2003 waren es bereits 150 Mitarbeiter. Am 30. Mai 2003 wurde der Neubau feierlich eingeweiht.

### Struktur
Gründungsdirektor war Karl-Heinz Hoffmann, der die Stiftung und das Forschungszentrum von 1999 bis 2005 aufbaute. Der Stiftungsrat von caesar wurde durch Vertreter des Bundes, des Landes Nordrhein-Westfalen, der Stadt Bonn und Vertretern aus der Wissenschaft und der Industrie gebildet. Ein vom Stiftungsrat berufener Vorstand, bestehend aus den Wissenschaftlichen Direktoren und der Kaufmännischen Geschäftsführung, führte die laufenden Geschäfte des Forschungszentrums und war gesetzlicher Vertreter der Stiftung. Ein Fachbeirat beriet die Stiftung in wissenschaftlichen Fragestellungen.

### Assoziierung und Eingliederung in die Max-Planck-Gesellschaft
Seit 2006 war caesar mit der Max-Planck-Gesellschaft (MPG) assoziiert. Mit Zustimmung des Wissenschaftsrates wurde ein neues Konzept der MPG beschlossen, nach dem die Forschung bei caesar auf die Neurowissenschaften konzentriert werden sollte, verbunden mit ingenieurwissenschaftlicher Forschung. Die MPG übernahm die wissenschaftliche und institutionelle Verantwortung, die Stiftung behielt ihre Rechtsform und ihr Stiftungskapital. Sechs Vertreter der MPG saßen nun in dem elfköpfigen Stiftungsrat, darunter der Präsident der MPG.
Zum Jahresbeginn 2022 wurde das Forschungsinstitut caesar als Max-Planck-Institut vollständig in die Max-Planck-Gesellschaft integriert und erhielt seinen heutigen Namen.

## Kunst
Auf dem Gelände des MPINB befinden sich drei Skulpturen des Kölner Künstlers Lutz Fritsch, die im März 2003 aufgestellt wurden. Das Ensemble trägt den Namen Ferne Nähe. Ein Teil davon ist eine 25 m hohe, rot lackierte Stele mit einem Durchmesser von 0,5 m, die unmittelbar vor dem Haupteingang steht. An der Spitze der aus Rundrohr gefertigten Stele sind grüne Leuchten, die über kurze und lange Lichtfolgen Morsezeichen darstellen. Dabei werden Texte von und über das caesar gesendet. Auf der dem Rhein zugewandten Seite des Geländes befindet sich das Gegenstück. Es hat dieselben Maße wie die Stele, ist allerdings gelb lackiert und horizontal aufgebaut. Im Gebäude sind als dritter Teil des Ensembles an verschiedenen Stellen quadratische, rote und gelbe lackierte Aluminiumtafeln in unterschiedlicher Größe. Als „konzentrierte Farbenergie“ sollen sie „die vielen Zwischenschritte auf dem Weg von der Idee zum Endprodukt“ darstellen.